# Юнкер, Василий Васильевич
Васи́лий Васи́льевич Ю́нкер (нем. Wilhelm Junker; 25 марта (6 апреля) 1840 года, Москва —  1 (13) февраля 1892 года, Санкт-Петербург) — доктор медицины, российский географ и путешественник, один из первых русских  исследователей Африки, участник этнографических экспедиций Русского географического общества и Эмин-паши. Почётный член Императорского русского географического общества. Награждён золотой медалью Королевского Географического общества (Великобритания) за свой вклад в исследовании Африканского континента.

## Биография
Василий Васильевич Юнкер родился в Москве, в семье основателя Московского и Санкт-Петербургского банкирского дома — «И. В. Юнкер и К°».
Получил начальное образование сначала в Москве, затем в Санкт-Петербурге в гимназии при немецкой Петропавловской школе, куда поступил в 1855 году. По окончании гимназии Юнкер изучал медицину в Медико-хирургической академии, затем продолжил обучение в университетах Гёттингена, Берлина, Праги и в Дерптском университете. После получения диплома недолго практиковал медицину в Санкт-Петербурге, посвятив свою дальнейшую жизнь исследованиям африканского континента.

### Исследовательская деятельность
В 1869 он совершил своё первое путешествие в Исландию, затем в Тунис и Нижний Египет, самостоятельно при этом их финансируя. Он познакомился с исследователями Африки Швейнфуртом и Нахтигалем на географическом конгрессе в Париже в 1875 году. В 1875 г. В. Юнкер пытался обнаружить мифическое «старое русло» реки Нил к западу от его современного устья, но его поиски не принесли результата.
С 1875 по 1879 г. Василий Васильевич Юнкер вместе с профессором Вильмансом занимался археологией в Тунисе, собирал древности для историка Моммзена. Здесь Юнкер познакомился с техникой географических и этнографических работ и ознакомился с арабским языком и исламским миром, за которым он признавал руководящую силу для большинства африканских народов.
В дальнейшем Василий Васильевич Юнкер выбрал для своих путешествий Восточную и Экваториальную Африку. Базовый лагерь его экспедиций располагался сначала в Хартуме (Судан), а затем в Ладо.  В 1875 году он предпринял путешествие по Ливийской пустыне, описанию которой посвящена первая глава в книге «Путешествия В. В. Юнкера по Африке» в изложении Э. Ю. Петри; в следующем году он первым из европейских исследователей поднялся по реке Барака, посетил город Кассала, провинцию Така и через Кедареф пробрался в столицу Судана — Хартум.
В 1877 и 1878 годах исследовал область реки Собат, затем через Ладо по Бахр-эль-Газалю проник в глубь Экваториальной Африки и изучил область реки Роль, Тонджи, Джут, страну Митту и Калика. В начале ноября 1877 г. В. Юнкер участвовал в военном походе в страну Калика. В качестве экспоната для антропологической коллекции В. Юнкер получил череп одного из вождей. В 1878 г. через Ладо, Хартум и Каир он возвратился в Европу. Во время путешествия В. В. Юнкер собрал много редких экземпляров представителей фауны и флоры Африки. Богатые коллекции, привезённые Василием Юнкером из этого путешествия, являются одним из лучших украшений этнографического музея Императорской Академии Наук в Санкт-Петербурге. Часть коллекций была им подарена Берлинскому этнографическому музею.
В 1879 г. Юнкер вновь пустился в путь и продолжал свои исследования в том месте, где они были прерваны им в предшествующем году. Главной задачей его было изучить область реки Уэле (Мобанги) и максимально пройти вниз по течению этой реки, чтобы окончательно выяснить спорный вопрос о том, принадлежит ли она к системе Конго или Шари. По Бахр-эль-Газалю он достиг Мешра-эр-Рек и затем Дэм-Солимана, столицы провинции Газель.
Затем он в продолжение целого ряда лет путешествовал по землям людоедов народностей ньям-ньям и мангбатту  и достиг наиболее южного пункта своих странствований в Тэли, около реки Непоко, которая оказалась притоком реки Арувими, открытой Г. М. Стэнли и являющейся правым притоком реки Конго. Отсюда Юнкер направился на запад и проследовал по реке Уэллэ до самого западного пункта своих путешествий, Сериба-Адалла, приблизительно под 23° восточной долготы от Гринвича и 4° северной широты. Таким образом выяснилось, что эта река принадлежит к обширной системе Конго и является верховьем Макуа. Исследуя водораздел рек Нил — Конго, В. Юнкер установил идентичность рек Уэллэ и Убанги. В это последнее своё путешествие Юнкер, Эмин-паша и итальянский путешественник Гаэтано Казати, были отрезаны от европейского мира восстанием махдистов. Он не мог возвратиться домой через Судан. Все попытки выручить Юнкера оказались тщетными, и только в 1887 г. ему удалось возвратиться через Суэц в Санкт-Петербург. Перед этим он направился на юг, прошёл Уганду и Табору, достиг Занзибара.
В последующие годы Юнкер преимущественно жил в Вене, обрабатывая собранные в Африке материалы. Коллекции последнего путешествия погибли, но удалось спасти дневники.
Скончался в Петербурге 13(1) февраля 1892 года на 52-м году жизни. Похоронен в семейном склепе на Смоленском кладбище.

## Результаты путешествий
Материалы, собранные В. В. Юнкером, охватывают все вопросы, имеющие интерес для географов. Его картографические работы отличаются высокой точностью; много внимания он уделял также вопросам гидрографии и метеорологии. В его дневниках и статьях содержится множество весьма ценных исследований по флоре и фауне, особенное внимание уделено изучению образа жизни человекообразных обезьян. Любимой областью исследований В. В. Юнкера были вопросы этнографии. Изучая водораздел Нила и Конго, он совершил целый ряд географических открытий, впервые составил карту огромной части Центральной Африки, первым наладил регулярные метеонаблюдения на двух станциях. Проведя несколько лет среди племен ньям-ньям и мангбатту, Юнкер составил словари десяти негритянских племен, собрал большую этнографическую коллекцию, ценнейшие коллекции растений и животных Африки.